# Elena Horvat
Elena Horvat (Luizi-Călugăra, 4 luglio 1958) è un'ex canottiera romena.

## Palmarès

### Olimpiadi
- 1 medaglia:
  - 1 oro (Los Angeles 1984 nel due senza)

### Mondiali
- 7 medaglie:
  - 1 oro (Hazewinkel 1985 nel due senza)
  - 2 argenti (Bled 1979 nel due senza; Duisburg 1983 nel due senza)
  - 4 bronzi (Nottingham 1975 nell'otto; Karapiro 1978 nel quattro con; Monaco di Baviera 1981 nel due senza; Lucerna 1982 nel quattro con)